# 释持松
持松法師（1894年8月13日—1972年11月16日），法名密林，自號師奘沙門，其密法上師賜灌頂號入入金剛（入我我入之意），男，湖北人，中華民國時期佛教僧侶。其學通顯密，著作等身，以赴日本學東密、台密法，返華復興唐密著稱，世稱顯密圓融大宗師、唐密復興初祖、賢密初祖。一說持松法師後已證果修得即身成佛，佛號「松華如來」。

## 生平
清光绪二十年（1894年）農曆7月13日（陽曆8月13日）生於荊門直隸州沙洋張家潭（今湖北省沙洋縣城南青泥村），俗姓張，字旃林、又字克定，號文翔。父親名緒炳，世號南坪先生，為清朝舉人；母官氏，共生子三人，持松為長子。自幼體弱多病。其父掌沙洋天主教學堂教務，從父讀四書五經。1905年，因清廷廢除科舉，改專攻經史小學。1907年春，父親過世；1910年，母親過世。

### 顯教
清宣統二年（1910年）於沙洋縣鐵牛寺剃度。民國元年（1912年）農曆12月8日於湖北省漢陽歸元寺出家受具足戒。隔年春聽可安法師講《楞嚴經》，無法理解。適座間有人傳示月霞法師在上海愛儷園創辦華嚴大學的簡章，遂欣然束裝投試。三年畢業後，前往湖北當陽玉泉寺謁見祖印和尚，叩問天台宗大意。其為禪門臨濟宗傳人，對天臺、法相、華嚴、三論、淨土宗、律宗等宗派亦有研究。

### 赴日學習唐密
1922年，在杭州多位居士勸進及閱讀《法輪寶懺》後，開始其復興唐密之歷程。至日本紀伊半島高野山，禮拜東密古義真言宗高僧金山穆韶阿闍黎為根本上師，舉行金剛界、胎藏界兩部大灌頂。1923年持松大師獲授高野山古義真言宗中院流第六十四世傳法大阿闍黎位；於1927年，獲授高野山古義真言宗三寶院流第五十一世傳法大阿闍黎位。於1925年至新潟縣，師從豐山派管長權田雷斧大僧正，學習東密新義真言宗，後於1926年至京都比叡山延歷寺學習台密。

### 在華教務
1923年，自古義真言宗學成回國後，在杭州菩提寺傳法灌頂。1924年春，法師住持武昌洪山寶通寺，講經、傳戒、灌頂之外，並在寺內建法界宮、瑜伽堂，購諸法器，繪諸尊曼荼羅，擬建立真言宗根本道場。 　　
1925年秋，東亞佛教大會於東京舉辦，法師參加中國佛教代表團出席，為第二度赴日。會後停留日本，受新義真言宗灌頂及學習台密儀軌（見上文）。1927年春，法師回國，因洪山寶通寺毀於戰火，乃停留上海。在功德林、淨業社、清涼寺等處講經傳法。1929年至1935年，法師應遼寧、南京、北京、杭州、漢口、武昌等地之請，多次舉辦講經、傳戒、修法、灌頂。
1936年春，法師第三次赴日本，感人事已非，採辦壇場法器後於四月歸國。此後駐錫上海聖賢寺。對日抗戰爆發後，以病推辭在華日方之邀約。
1947年，成為改制十方叢林後之上海靜安寺首任住持。中華人民共和國成立後，於1953年在靜安寺建立真言宗壇場傳授密法。同年當選中國佛教協會理事。1954年被選為上海市人民代表。1956年當選上海市佛教協會會長。1966年文化大革命開始，持松法師連同其他僧人被迫離開靜安寺。1972年11月16日在上海圓寂，世壽七十九歲，僧臘六十一，戒臘五十九夏。在常熟虞山設有墓塔，上海靜安寺也有「持松法師紀念堂」，陳列著他使用過的法器和遺著。

## 著作
著作涵蓋顯、密教法，目前台灣林光明教授成立之嘉豐出版社整理有《持松大師全集》。
- 《持松大師全集》，楊毓華上師領導，嘉豐出版社編輯出版。[6]

### 顯教
- 《攝大乘論義記》十卷三冊
- 《觀所緣緣論講要》一卷（1922年）
- 《瑜伽師地論淺釋》一卷
- 《心經闡秘》
- 《般若理趣經集解》
- 《菩提心論撰注》
- 《釋尊一代記》一卷
- 《梵語千字文》
- 《奘師文鈔》
- 《華嚴宗教義始末記》十卷三冊；現代版由台灣空庭書苑出版，ISBN 9789867484314
- 《金剛經淺注》二卷
- 《勝蔓經淺注》二卷
- 《十二門論淺注》一卷
- 《因明易解》一卷
- 《因明入正理論略解》一冊

### 密教
- 《密教通關》，台灣大千出版社，ISBN 9574470792；台灣空庭書苑，ISBN 9789867484352
- 《賢密教衡》
- 《賢密教衡釋惑》
- 《隨行一尊供養念誦私記注》收入《佛藏輯要》
- 《滿月世界依正莊嚴頌》
- 《四種曼荼羅標幟詳解》
- 《大日經·住心品撰注》
- 《金剛大教王經疏》
- 《金剛界行法記》
- 《真言宗朝暮行法》
- 《密教圖印集》
- 《三陀羅釋》
- 《松華如來密因修正了義經》

### 其他
- 《密林詩詞》